# جوزف پریستلی
جوزف پریستلی (به انگلیسی: Joseph Priestley) (‏۱۳ مارس ۱۷۳۳ – ۶ فوریه ۱۸۰۴) شیمی‌دان، فیلسوف، الهی‌دان، زبان‌شناس، نظریه‌پرداز سیاسی انگلیسی در سدهٔ هجدهم که مخالف کلیسای انگلستان و طرفدار جدایی دین از سیاست بود. از نقطه نظر تاریخی او مشهور به کشف اکسیژن و جداسازی آن در حالت گازی است، با این‌حال کارل ویلهلم شیله سوئدی و آنتوان لاووازیه فرانسوی هم از مدعیان اصلی یافتن اکسیژن هستند، به‌طوری که شیله کشف خود را دو سال زودتر از پریستلی، آن‌هم در سال ۱۷۷۲ انجام داد.
پریستلی در طول زندگی خود، موفق به کسب دستاوردهای علمی قابل ملاحظه‌ای شد که اختراع آب گازدار، نوشته‌هایش در مورد الکتریسیته و کشف چندین نوع گاز که معرف‌ترین آن‌ها همان‌طور که او آن را نام‌گذاری کرد، هوای فلوژیستون‌زدایی شده بود که امروز به نام اکسیژن شناخته می‌شود. او یکی از طرفداران سرسخت نظریه فلوژیستون بود و به‌همین دلیل او در جامعه علمی دوران خود تنها ماند، چرا که حاضر به پذیرش انقلاب شیمیایی نشد.
افکار علمی پریستلی در ارتباط نزدیکی با افکار مذهبی او بود و او به‌طور پیوسته‌ای در تلاش برای پیوند دادن منطق سلیم با اعتقادات مسیحی بود. او در رساله متافیزیکی خود، تلاش کرد که پیوندی میان خداشناسی، ماده‌باوری و جبرگرایی برقرار کند، پروژه‌ای که جسورانه و اصیل نامیده شد. او معتقد بود که درک صحیح جهان هستی، منجر به ارتقا و پیشرفت انسان و در نهایت رسیدن به دوران شکوفایی و طلایی مسیحیت خواهد شد. پریستلی به‌طور سرسختانه‌ای باور به آزادی و تبادل عقاید داشت، از روادارای و برابری انسان‌های با عقاید مذهبی مخالف دفاع می‌کرد. این عقاید او را برآن داشت تا جنبش توحیدگرائی را در انگلستان بنیاد نهد.
ماهیت مجادله برانگیز مقالات پریستلی در کنار اعلام جسورانه اعتقاداتش در دفاع از انقلاب فرانسه، شک دولت و مردم را برانگیخت که این باعث شد که او سرانجام در سال ۱۷۹۱، بعد از آن که خانه‌اش در بیرمنگام مورد سرقت قرار گرفت، از شهر بگریزد. او ابتدا به لندن رفت و سپس عازم ایلات متحده آمریکا شد. پریستلی ۱۰ سال پایانی عمر خود را در شهر نورث‌آمبرلند در پنسیوانیای آمریکا سپری کرد.
او به عنوان یک پژوهشگر و معلم، در سرتاسر عمر خود در مشارکت‌های بسیار ارزشمند در تعلیم و تربیت انجام اد که انتشار چند مقاله در زمینه گرامر انگلیسی، چند کتاب در زمینه تاریخ از جمله آنها هستند.

## توضیحات
1. ↑  در آن زمان باور عمومی بر وجود فرضیه‌ای بود که براساس آن همهٔ مواد قابل سوختن، از جزئی به نام فلوژیستون (ماده‌ای معدنی، بی‌رنگ، بی‌بو) تشکیل شده بودند که با سوختن آن ماده، فلوژیستون از ماده جدا شده و به شکل یک مادهٔ ساده‌تر کاهش می‌یافت. به‌همین علت، باور پریستلی براین بود که چون اکسیژن خود نمی‌سوزد و تنها عامل سوختن ترکیبات دیگر است، پس هوایی عاری از فلوژیستون است.
2. ↑  انقلاب شیمیایی (به انگلیسی: Chemical revolution) که در واقع اولین حرکت انقلابی بنیان‌گذاری شیمی مدرن بود، تلاشی برای توسعه آموزش، درک و به‌کارگیری قانون بقای جرم و نظریه احتراق اکسیژنی در جامعه علمی بود.

## واژه‌نامه
1. ↑  Audacious and Original